# Tôn Thất Thiện
Tôn Thất Thiện (22 tháng 9 năm 1924 – 3 tháng 10 năm 2014) là một nhà dân tộc chủ nghĩa Việt Nam thời hậu Thế chiến II. Ông là một nhân vật đặc biệt khi từng phục vụ và tiếp cận hai nhà lãnh đạo quan trọng của Việt Nam hậu Thế chiến: Chủ tịch Hồ Chí Minh (của Việt Nam Dân chủ Cộng hòa) giai đoạn 1945 – 1946 và Thủ tướng/Tổng thống Ngô Đình Diệm (của Quốc gia Việt Nam sau này trở thành Việt Nam Cộng hòa) các giai đoạn 1954 – 1955, 1956 – 1959, 1963. Ông đóng một vai trò quan trọng – dù thường bị coi nhẹ đi trong việc cố gắng bảo vệ một nước Việt Nam phi cộng sản.

## Giáo dục
Tông Thất Thiện là cựu học sinh Trường Thiên Hựu (1936 đến 1944).
Ông có bằng Cử nhân khoa học Kinh tế tại trường Kinh tế Luân Đôn (London School of Economics) nước Anh, bằng thạc sĩ về Khoa học chính trị tại Viện sau đại học nghiên cứu quốc tế (Graduate Institute of International Studies) ở Geneva, Thụy Sĩ, và bằng Tiến sĩ Chính trị học vào tháng 6 năm 1963 ở Geneva, Thụy Sĩ.

## Sự nghiệp
Từ 1945 tới 1975, ông là một người tham gia chủ động hoặc là một nhân chứng trong hầu hết sự kiện lịch sử lớn của Việt Nam: Cách mạng tháng Tám 1945, Hội nghị Genève 1954 và sự chia cắt đất nước, sự khai sinh Đệ Nhất Cộng hòa, Cuộc đảo chính 1963, Sự kiện Tết Mậu Thân 1968 và Sự kiện 30 tháng 4 năm 1975.
Ông từng biết hay gặp gỡ hầu như tất cả các nhân vật lãnh đạo chính trị và quân sự quan trọng của Bắc Việt, Nam Việt và Hoa Kỳ, cũng như các phóng viên nước ngoài tường thuật lại cuộc xung đột.
Trước 1945, ông làm thư ký riêng của Bộ trưởng Thanh niên Phan Anh trong chính phủ Trần Trọng Kim. Sau Cách mạng tháng Tám 1945, ông được Tạ Quang Bửu, thày dậy cũ mời vào làm việc với chính phủ Hồ Chí Minh đến năm 1946. 
Sau đó ông theo và làm việc cho ông Ngô Đình Diệm. Ông gặp ông Diệm tại Pháp  năm 1953, trở thành Giám đốc Báo chí kiêm Thông dịch viên riêng của Thủ tướng Ngô Đình Diệm năm 1954 và đến ngày cuối cùng của nền Đệ nhất Cộng Hòa Ngô Đình Diệm năm 1963.
Năm 1963, ông làm Giám đốc Việt Tấn Xã, hãng thông tấn chính thức của Quốc gia Việt Nam.
Năm 1968, ông làm Bộ trưởng Bộ Thông tin trong Chính phủ Việt Nam Cộng hòa. Các nỗ lực cải cách cho phép một hệ thống truyền thông phi kiểm duyệt đã khiến ông được nhận Giải Ramon Magsaysay về Báo chí, Văn học và Nghệ thuật truyền thông sáng tạo trong năm đó.
Là một nhà chủ nghĩa dân tộc thuộc ‘Lực lượng thứ ba’ chống lại cả chủ nghĩa thực dân và chủ nghĩa cộng sản, trong khi đó theo đuổi một sự kết hợp giữa truyền thống Nho giáo và tư tưởng chính trị phương Tây, ông thường được xếp vào hàng ngũ mang tầm nhìn cải cách duy tân của chí sĩ nổi tiếng Phan Chu Trinh. Về nhiều mặt, ông có thể được xem là một ‘người Việt trầm lặng’ đối chiếu với nhân vật hư cấu "Người Mỹ trầm lặng" của Graham Greene.
Ông qua đời ngày 3 tháng 10 năm 2014 tại Ottawa, Canada.

## Xuất bản
Các tác phẩm của Tôn Thất Thiện:
Sách:
- India and South East Asia: 1947-1960. A Study of India's Foreign Policy towards the South East Asian Countries in the Period 1947-1960, Geneva, Droz, 1963, 385 pages
- "The War in Vietnam" in Sibnarayan Ray (ed.), Vietnam Seen From East and West, Melbourne, Thomas Nelson, 1966.
- Ton That Thien and Reinhold Wepf (eds.) Vietnam, Vom Mekongdelta zum Song Ben Hai, Bern, Kimmerly and Frey, 1968
- The Foreign Politics of The Communist Party of Vietnam: A Study in Communist Tactics, Crane Russak, New York, 1989, 255 pages
- Was Ho Chi Minh a Nationalist? Ho Chi Minh and the Comintern Information and Resource Centre, Singapore, 1990

Bài báo:
- "The Geneva Agreements and Peace Prospects in Vietnam", India Quarterly, October–December 1956.
- "Vietnam: A Case of Social Alienation", International Affairs (London), July 1967.
- "Neutralism in South East Asia" (Paper presented to the 7th World Congress of the International Political Science Association, Brussels, September 1967).
- "Ho Chi Minh, Vietnam's First Communist", The Asia Magazine (Singapore), ngày 10 tháng 3 năm 1968.
- "The Search for a New Identity: Vietnam Reaction to Western Impact" (Paper presented to a Panel on Asia, East-West Center, Honolulu, June 1968), Van Hanh Bulletin, Van Hanh University, Saigon, December 1969.
- "Vietnam: Winner Takes Nothing", Orientations, (Hong Kong), January 1970.
- "Saigon: A Tormented City Fighting Hard to Survive", Orientations (Hong Kong), August 1970.
- "Understanding the War in Vietnam", India Quarterly, July–September 1970.
- "Social Mobilization and Political Participation: The Vietnamese Experience", (Paper read at the Academic Conference on ‘Development in South East Asia: Issues and Dilemmas’, 26–ngày 29 tháng 10 năm 1971, Hong Kong, under the auspices of ASAIHL).
- "Asia's Longest War", The Asian (Hong Kong), November 28 – ngày 4 tháng 12 năm 1971.
- "Technology, the Social Sciences, Education and the Future of Vietnam", ASAIHL, Hong Kong, Newsletter, December 1971.
- "Phan Chu Trinh, or Where to Begin a Revolution", Van Hanh Bulletin, Van Hanh University, Saigon, March–April 1970.
- "The Supremacy of Human Freedom, or Buddhism, and Science and Technology", Graduation Address, Van Hanh University, Saigon, February 1972.
- "Higher Education in a Transitional Country Plagued by Colonialism and War: The Case of Vietnam", paper prepared for RIHED Bulletin, Singapore, July 1972.
- "The Modernization Dream: Where One Should Tread Softly", paper prepared for the Third International Conference on the Modernization of Asia, Penang, Malaysia, September 3–9, 1972.
- "The Relevance of Existing Social Science Theories and Concepts for South East Asia", paper prepared for the Second Academic Conference on Social Science Research for Urban Development in South East Asia, Bangkok, Thailand, December 18–23, 1972.
- "War is Peace", Orientations, Hong Kong, August–October 1973.
- "L'Asie dans l’après-guerre" in Hommes d’État Célèbres, Éditions d’Art Lucien Mazenod, Paris, 1977
- "Ho Chi Minh", dans Hommes d’Etat Célèbres, Éditions d’Art Lucien Mazenod, Paris, 1977
- "Politics and Economic Development", paper prepared for the Conference on Problems of Development in Asia, organised by the Center of Asian Studies, University of Hong Kong, April 7–9, 1975
- "Vietnam, 1975-1980: Reflections on a Revolution", Contemporary Southeast Asia, Vol.2, No. 2, September 1980
- "Negotiation Strategy and Tactics of the Vietnamese Communists", Negotiations in Asia, Centre for Applied Studies in International Negotiations, Geneva, 1984
- "Southeast Asia's Post Cold War Geopolitics: The New Realities", in Global Affairs, Winter, 1993
- "Luan Ban ve Tu Tuong Ho Chi Minh", (On Ho Chi Minh's Thoughts), June 1996
- "New Alignments, New Realities: East Asia in the Post-Cold War Setting" orld Affairs, Jan-Mar, 1997, Vol. 1, No.1
- "The Year of the Hare: New Light on the Anti-Diem Coup", in World Affairs, Vol. 3, No. 4, October–December 1999
- "Shadows and Wind in Vietnam", Ngay Nay, Houston, ngày 1 tháng 12 năm 2000
- "Sober Thoughts on April 30: The South Vietnam Liberation Front and Hanoi Myth and Reality" ngày 29 tháng 4 năm 2000. Presentation at the national conference organized by the Vietnamese Canadian Federation in Ottawa, "The arrival of Vietnamese refugees in Canada: What have we learned?"
- "Cultural Issues in Vietnam's Transition" in The Vietnamese Economy and its Transformation to an Open Market System. Wm. T. Alpert (ed.). M.E. Sharpe, New York, 2005